# 臺灣製鹽
臺灣製鹽株式會社，是臺灣日治時期末期的三大製鹽會社之一。昭和16年（1941年）後，與南日本鹽業株式會社、鐘淵曹達株式會社壟斷了臺灣的鹽業市場。
臺灣製鹽株式會社創立於大正八年（1919年）7月，當時資本額約有250萬日圓，總部位在今臺南市安平區，主要從事天日鹽與煎熬鹽的生產及其運送、出口，另外也有從事副產品的製造販售和經營魚塭。
二次大戰結束後，臺灣省行政長官公署專賣局將臺灣製鹽所轄鹽田與南日本鹽業的鹽田合併成立「臺南鹽業公司」，後來歸財政部鹽務總局管理，為臺鹽實業股份有限公司的前身。